# SBB RABe 502

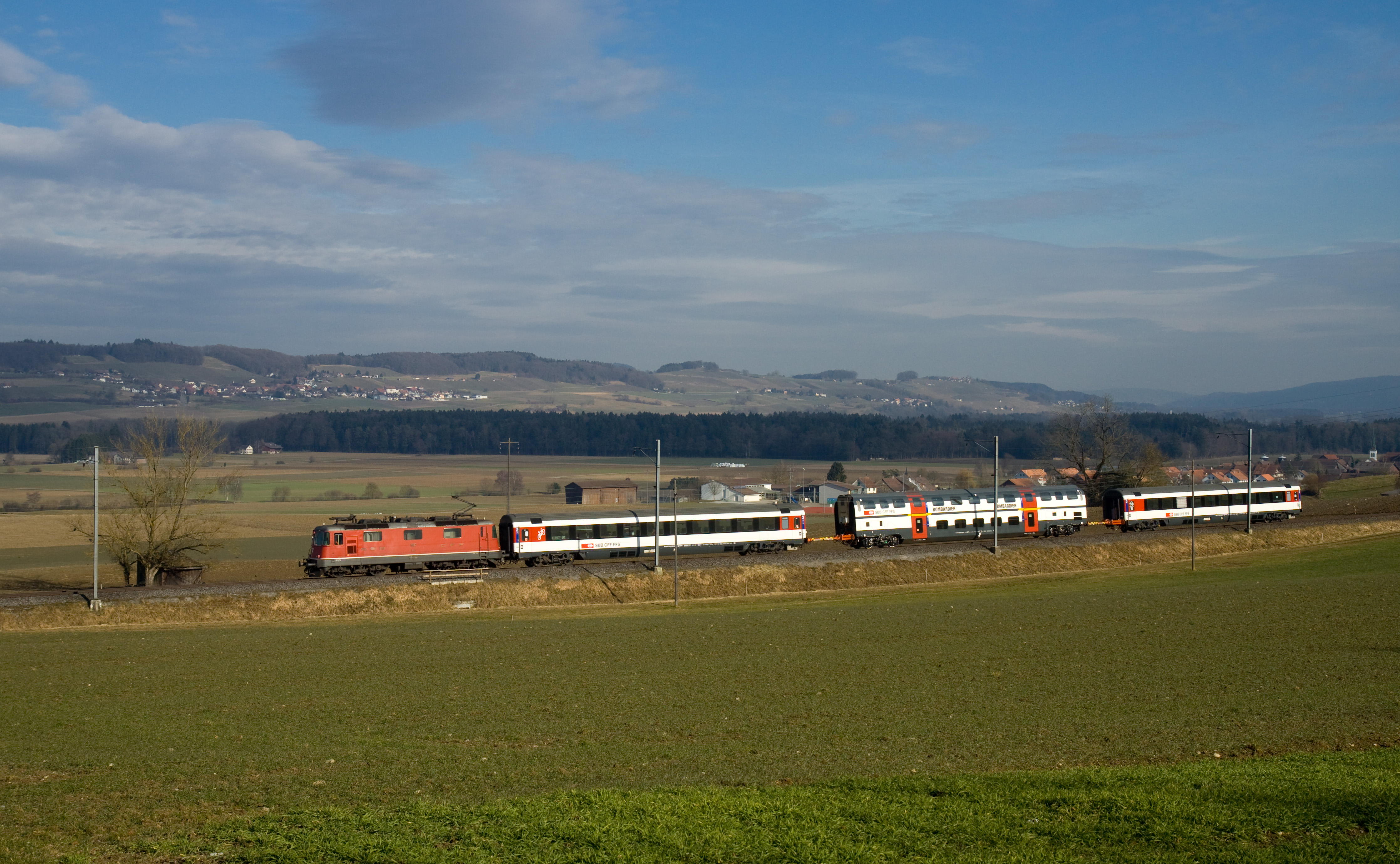
Testfahrt mit einem modifizierten IC2000-Wagen, noch mit konventioneller Geschwindigkeit (Zugreihe R)

Die SBB RABDe 502 für den InterCity- und die SBB RABe 502 für den InterRegio-Verkehr sind doppelstöckige Triebzüge für den Fernverkehr der Schweizerischen Bundesbahnen (SBB) des Herstellers Bombardier Transportation.
Die als FV-Dosto (SBB), TWINDEXX Express (Bombardier) oder auch TWINDEXX Swiss Express (Bombardier) bezeichneten Züge basieren auf der Plattform Bombardier Twindexx, zu der auch der Twindexx Vario gehört.
Die ersten Züge hätten ab 2013 an die SBB geliefert werden sollen. Nach mehr als vier Jahren Verzögerung kamen sie ab 2018 schrittweise zum Einsatz. Es existieren Varianten mit 100 und 200 Metern Länge, die zu längeren Zügen gekuppelt werden können.

## Auftrag, Bau, Lieferung und Einsatzplanung

### Auftragsumfang
Im Mai 2010 vergab die SBB den Auftrag an die Bombardier Transportation Switzerland.
Der finanzielle Umfang der Bestellung betrug 1,9 Milliarden Schweizer Franken, damit war es der teuerste SBB-Auftrag der Geschichte. Die Auslieferung der 59 bestellten Exemplare mit 436 Wagen sollte von 2013 bis 2019 dauern; Optionen für mehr als 100 weitere Züge wurden vertraglich vereinbart. Aufgrund von Lieferverzögerungen entschädigte der Hersteller die SBB mit der Lieferung dreier weiterer Züge, so dass der Gesamtumfang statt 59 nunmehr 62 Triebzüge mit 460 Wagen umfasste.
Vorausgegangen war im April 2009 eine Ausschreibung über 59 Doppelstocktriebzüge für den Fernverkehr, davon 50 Züge mit 200 Metern und 9 Züge mit 100 Metern Länge.
Die Bestellung umfasste insgesamt drei Versionen.
Die Komponenten der Doppelstockzüge wurden von Bombardier in den Werken in Villeneuve VD (Schweiz), Görlitz (Deutschland), Siegen (Deutschland) und Brügge (Belgien) gebaut. Endmontage und Inbetriebnahme erfolgten in Villeneuve.

### Verzögerung der Auslieferung
Nachdem die SBB und Bombardier ein 1:1-Modell bauten und 2011 durch Fachleute und Interessenvertreter beurteilen liessen, führten daraus resultierende Veränderungswünsche zu einer Verzögerung der anvisierten Auslieferung. Zudem waren die Wagenkasten ursprünglich so konstruiert, dass diese für Fahrten mit 200 km/h im Gotthard-Basistunnel nicht genügten.
Daher war die Inbetriebnahme seit 2012 auf frühestens Dezember 2015 vorgesehen.
Aufgrund einer juristischen Auseinandersetzung zwischen den Organisationen Inclusion Handicap und Stiftung zur Förderung einer behindertengerechten baulichen Umwelt auf der einen und der SBB auf der anderen Seite um die Schlechterstellung von Behinderten, verzögerte sich die Auslieferung zusätzlich. Der Grund lag in einem Urteil des Bundesverwaltungsgerichts, das vorschrieb, dass in den Zügen ein weiteres Behindertenabteil im Nichtspeisebereich einzurichten sei.
Das Bundesgericht entschied im Februar 2013 dagegen zugunsten der SBB. Die bisher geplanten Behindertenabteile sind demnach ausreichend. Damit wurde der Bescheid des Bundesamtes für Verkehr von 2011 bestätigt. Insgesamt erzeugte der Rechtsstreit Folgekosten von 10 Millionen CHF.
Im November 2018 einigten sich die SBB und Inclusion Handicap aussergerichtlich auf die Umsetzung von vier der insgesamt fünfzehn hängigen Rechtsbegehren; das Bundesverwaltungsgericht wies die Beschwerde von Inclusion Handicap in zehn von den elf übrig gebliebenen Rechtsbegehren ab. In einem Punkt gab das Gericht dem Behindertendachverband teilweise recht. Im Januar 2019 kündete Inclusion Handicap an, neun Rechtsbegehren sowie die «horrenden Parteientschädigungen» an das Bundesgericht weiterzuziehen.
Im November 2014 einigten sich die SBB mit Bombardier auf einen neuen Lieferplan. Demnach sollten die Interregio-Kompositionen Ende 2016 in Betrieb genommen werden, die Fernverkehrszüge Ende 2017. Nachdem die Testfahrten im Frühjahr 2015 zur Zufriedenheit der SBB verliefen, akzeptierte die Bahn, als Kompensation für die Lieferverzögerung von Bombardier drei zusätzliche Züge zu bekommen.
Doch auch der Termin Ende 2016 konnte nicht eingehalten werden.
Die erste Interregio-Zugskomposition wurde schliesslich im Februar 2018 in den Betrieb übernommen.
2022 wurde schliesslich die letzte der 62 Kompositionen abgeliefert.

### Einsatzplanung
Geplant war, den Twindexx per 2011 auf der Linie St. Gallen–Genf und Romanshorn–Brig und ab Dezember 2015 auf der Linie Konstanz–Luzern zum Einsatz zu bringen. Verzögerungsbedingt war im Dezember 2014 der Einsatz der IR-Züge per Dezember 2016 und der IC-Züge per Dezember 2017 geplant.
Daher hatte die SBB vorhandenes Wagenmaterial ertüchtigt und hält es länger als geplant im Einsatz. Die SBB war daher erst ab dem Fahrplanwechsel 2019/20 auf den Twindexx angewiesen.
Ab Februar 2018 begann die SBB die ersten Züge im sogenannten gelenkten Einsatz als IR 17 zwischen Zürich und Bern und später als RE zwischen Zürich und Chur einzusetzen.
Seit dem Fahrplanwechsel im Dezember 2018 verkehren sie regelmäßig auf dem IR 13 (Zürich–St. Gallen–Chur), der in Zürich mit dem IR 70 (Luzern–Zürich) durchgebunden wird. Wegen technischen Problemen und unzureichendem Fahrkomfort konnten die neuen Züge von den SBB im Mai 2019 noch nicht auf dem IC 1 (St. Gallen–Genf) eingesetzt werden, seit 2021 fahren sie aber auf den meisten Umläufen. Mitte August 2019 wurde mit dem Einsatz einzelner Züge auf dem IC 3 (Basel–Zürich–Chur) begonnen.
Seit 2021 erfolgt der Einsatz auf der Gotthardstrecke (wo durch den Gotthard-Basistunnel keine Neigetechnik mehr erforderlich ist).

### Betriebsbewilligung
Per Ende Oktober 2017 meldete eine Online-Zeitung, dass die Abnahme auf Grund von Software-Problemen durch das Bundesamt für Verkehr (BAV) noch nicht möglich sei. Am 30. November 2017 wurde nach einem Software-Update eine vorläufige Betriebsbewilligung zunächst für ein Jahr erteilt, da der sichere Betrieb nun gewährleistet sei. Die Züge konnten damit 2018 auf dem Netz der SBB eingesetzt werden. Zu den noch nicht funktionierenden Baugruppen gehörte die Wank-Kompensation, wodurch die Kurvengeschwindigkeit reduziert werden musste.
Ab Februar 2018 erfolgten die ersten fahrplanmässigen Einsätze als Interregio auf der Strecke Zürich–Bern und ab Mai als RE auf der Strecke Zürich–Chur.
Im November 2018 erhielt die SBB eine zweite befristete Betriebsbewilligung für alle Versionen des Twindexx. Diese Bewilligung war zunächst auf zwei Jahre befristet, da noch einige wenige Auflagen im Bereich des Zugbeeinflussungssystems ETCS zu erfüllen waren.

## Eigenschaften

### Grundlegende Daten und Ausstattung

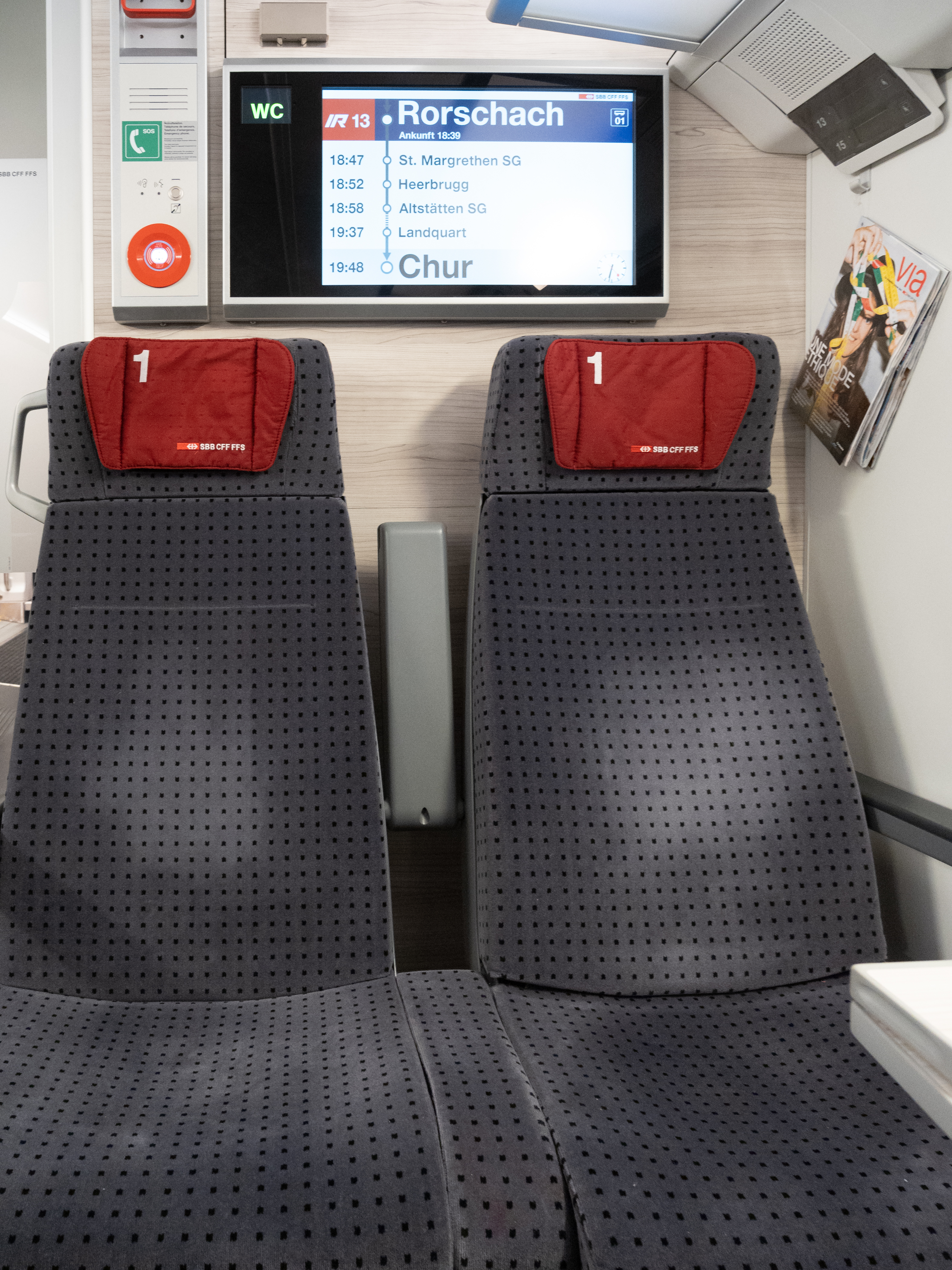
Übersichtlicher Komfort in der 1. Klasse des IR

Alle Züge sind per Design ausgelegt für eine Geschwindigkeit von 230 km/h, zugelassen werden sie für eine Höchstgeschwindigkeit von 200 km/h. Alle Versionen werden zweiklassig geführt. In der ersten und zweiten Klasse gibt es an jedem Platz Steckdosen.
Die Züge kommen in drei unterschiedlichen Varianten:
- 9 Exemplare in der Version IR 100, einem vierteiligen Triebzug mit 100 Meter Länge mit 340 Sitzplätzen
- 30 Exemplare als achtteilige, 200 Meter lange Version IR 200 mit 696 Sitzplätzen

und für den Intercity-Verkehr
- 23 Exemplare als Version IC 200, gleichfalls 200 Meter lang und mit acht Wagen, von denen einer ein Speisewagen ist. Dieser Zug bietet 621 Sitzplätze.

Die Benamung der drei Versionen beinhaltet die Zuglänge in Metern, nicht jedoch, wie man vielleicht meinen könnte, die Endgeschwindigkeit.
Einbauten sind in allen Versionen Businessabteile, elektronische Sitzplatzreservierung und Videoüberwachung. Zudem sind die Personenwagen wenig druckanfällig, da die Fahrzeuge auch in Deutschland fahren sollen und nach einschlägigen deutschen Normen gebaut und auch zugelassen werden. Vor allem im IC 200 enthalten sind ein grosses Restaurant und ein Familienwagen. Die Toiletten werden mit einem Bioreaktor betrieben und funktionieren noch nicht reibungslos, sind grösser und pro Zug ist mindestens ein Wickeltisch enthalten.

### Antriebstechnik
Der Bombardier Twindexx Swiss Express enthält ein verteiltes Antriebssystem, in dem entweder sechs oder zwölf Fahrmotoren in den Drehgestellen der vier- oder achtteiligen und damit 100 bzw. 200 Meter langen Einheiten zum Einsatz kommen. Je sechs von acht Wagen (bzw. bei den vierteiligen Zügen: drei von vier Wagen) des Zuges sind damit Triebwagen und die Einheiten damit Triebwagenzüge. Dies ist ein wesentlicher Unterschied zur Schwesterplattform Twindexx Vario, bei der antriebslose Doppelstockmittelwagen mit endständigen Doppelstocktriebwagen oder Lokomotiven gekuppelt werden. Ähnlich verteilte Triebwagensysteme wie beim Twindexx Swiss Express kommen in der Plattform Velaro zum Einsatz.
Im Vergleich zu einem gleich langen Zug aus IC2000-Wagen und einer Re-460-Lokomotive verbraucht das Antriebssystem wegen der eingebauten Synchronmotoren mit Permanentmagneten rund zehn Prozent weniger Energie.

### Wankkompensation
Gegenüber anderen Doppelstock-Triebzügen zeichnet sich der Twindexx Swiss Express aber vor allem durch eine Variante der Neigetechnik, genannt WAKO (aktive Wank-Kompensation), aus. Diese Wankkompensation soll verhindern, dass sich der Wagenkasten in Bögen nach aussen neigt, und so höhere Geschwindigkeiten in Kurven erlauben. Im Gegensatz zu aktiver Neigetechnik, die bis zu 8° Neigung erlaubt, sind es hier nur 2°. Im Gegensatz zu aktiven Systemen soll die WAKO aufgrund der geringeren technischen Komplexität des Systems sehr ausfallsicher sein. Da es sich um eine neuartige Technologie handelt, wurde ein Testprogramm geplant und begonnen. Zunächst wurde vom 25. Januar bis zum Juli 2011 ein IC-2000-Doppelstockwagen getestet, dessen Drehgestelle mit Wako ausgestattet waren. Anschliessend sollte Wako in die ersten beiden Twindexx eingebaut werden, mit welchen die rund einjährigen Typentests vorgenommen werden. Bewährt sich Wako in den folgenden zwei Jahren im Alltagsbetrieb, sollen auch die übrigen Twindexx damit ausgerüstet werden. Sollte sich die Technik jedoch nicht einsetzen lassen, könnten die Züge weiterhin ohne Wankkompensation verkehren. Als Vertragsstrafe müsste der Hersteller Bombardier die SBB mit bis zu 100 Millionen Franken entschädigen.
Mit der Wankkompensation können, je nach Überhöhung Bögen ca. 9 bis 15 Prozent schneller durchfahren werden. Dazu wurde eine neue Geschwindigkeitsreihe „W“ eingeführt, die zwischen den Geschwindigkeitsreihen „R“ (für konventionelle Züge) und „N“ (Neigezüge) liegt.
Der Zug sollte ursprünglich mittels dieser Wankkompensation, guter Beschleunigung sowie kleineren baulichen Massnahmen die Fahrzeit der Strecke Bern–Lausanne von zuvor 66 Minuten auf unter 60 reduzieren, was in Lausanne die Einrichtung eines Taktknotens zur vollen und halben Stunde erlaubt hätte.
Nach der Auslieferung der ersten Züge kam es aufgrund der Wankkompensation zu negativen Rückmeldungen seitens der Passagiere und des Zugpersonals. Die Schüttelbewegungen und die damit verbundenen Querbeschleunigungen wurden vor allem im Obergeschoss als überdurchschnittlich stark wahrgenommen. Ein Softwareupdate sollte die Bewegungen dämpfen und den Fahrkomfort erhöhen. Passagiere stuften die Erhöhung des Fahrkomforts durch das Update jedoch als gering ein. In der Zwischenzeit hat sich die Situation durch verschiedene Modifikationen verbessert. Jedoch klagt das Zugpersonal nach wie vor über die erhöhte körperliche Belastung bei längerer Tätigkeit im Zug.
Am 1. Juli 2022 gaben die SBB bekannt, dass sie zukünftig auf die störanfällige Wankkompensation und auf die entsprechend schnelleren Kurvenfahrten mit dem FV-Dosto verzichten werden. Die Komforteinbussen für Kunden und Personal seien zu gross. Betroffen vom Entscheid sind besonders die West- und Ostschweiz. Die ohne teure Infrastrukturbauten vorgesehenen Fahrzeitverkürzungen um fünf Minuten zwischen Lausanne und Bern und um zwei Minuten zwischen Winterthur und St. Margrethen können so nicht wie geplant realisiert werden.
Für mehr Komfort soll das Feder-Dämpfer-System überarbeitet und dabei die Wankkompensation ausgebaut werden. Ab Mai 2025 soll ein Zug am Eisenbahnversuchsring Velim umgebaut und getestet werden, bevor im Sommer 2025 Tests in der Schweiz anstehen. Dazu wurde am 29. April 2025 ein Zug nach Velim überführt. Dort werden die Drehgestelle getauscht und vorwiegend statische Tests durchgeführt. Eine Entscheidung über den Umbau der übrigen Flotte soll im Herbst 2025 fallen. Der Umbau würde voraussichtlich von Ende 2026 an bis in die frühen 2030er Jahre in der Schweiz laufen.

## Fahrzeuge
Die Daten geben den Auslieferungsstand seit November 2016 wieder sowie Sichtungen von später ausgelieferten Triebzügen. Die Listen besitzen keinen Anspruch auf Vollständigkeit.

### RABDe 502, Version IC 200 – RABDe 502 001–023
| RABDe 502 001 |                             |                        | UIC 94 85 0 502 001-6 CH-SBB | Übernahme durch die SBB per 19. Juni 2020               |
| RABDe 502 002 |                             |                        | UIC 94 85 0 502 002-4 CH-SBB | Übernahme durch die SBB per 28. Juni 2021               |
| RABDe 502 003 | Villeneuve                  | Taufname RABDe 502 003 | UIC 94 85 0 502 003-2 CH-SBB | Übernahme durch die SBB per 30. September 2019          |
| RABDe 502 004 |                             |                        | UIC 94 85 0 502 004-0 CH-SBB | Übernahme durch die SBB per 27. September 2019          |
| RABDe 502 005 |                             |                        | UIC 94 85 0 502 005-7 CH-SBB | Übernahme durch die SBB per 28. Juni 2021               |
| RABDe 502 006 | Olten                       | Taufname RABDe 502 006 | UIC 94 85 0 502 006-5 CH-SBB | seit 26. April 2018 im gelenkten Einsatz mit Fahrgästen |
| RABDe 502 007 | Chur                        | Taufname RABDe 502 007 | UIC 94 85 0 502 007-3 CH-SBB | Übernahme durch die SBB per 22. Mai 2020                |
| RABDe 502 008 | Lausanne Capitale Olympique | Taufname RABDe 502 008 | UIC 94 85 0 502 008-1 CH-SBB | Übernahme durch die SBB per 19. Dezember 2019           |
| RABDe 502 009 | Stadt St. Gallen            | Taufname RABDe 502 009 | UIC 94 85 0 502 009-9 CH-SBB | seit 30. April 2018 im gelenkten Einsatz mit Fahrgästen |
| RABDe 502 010 | Ville de Genève             | Taufname RABDe 502 010 | UIC 94 85 0 502 010-7 CH-SBB | Übernahme durch die SBB per 20. Juli 2018               |
| RABDe 502 011 | Romanshorn                  | Taufname RABDe 502 011 | UIC 94 85 0 502 011-5 CH-SBB | Übernahme durch die SBB per 1. November 2018            |
| RABDe 502 012 |                             |                        | UIC 94 85 0 502 012-3 CH-SBB | Übernahme durch die SBB per 20. September 2019          |
| RABDe 502 013 |                             |                        | UIC 94 85 0 502 013-1 CH-SBB | Übernahme durch die SBB per 18. Juli 2019               |
| RABDe 502 014 | Zürich                      | Taufname RABDe 502 014 | UIC 94 85 0 502 014-9 CH-SBB | Übernahme durch die SBB per 23. Juli 2019               |
| RABDe 502 015 |                             |                        | UIC 94 85 0 502 015-6 CH-SBB | Übernahme durch die SBB per 19. Dezember 2019           |
| RABDe 502 016 |                             |                        | UIC 94 85 0 502 016-4 CH-SBB | Übernahme durch die SBB per 19. Dezember 2019           |
| RABDe 502 017 |                             |                        | UIC 94 85 0 502 017-2 CH-SBB | Übernahme durch die SBB per 28. Januar 2020             |
| RABDe 502 018 |                             |                        | UIC 94 85 0 502 018-0 CH-SBB | Übernahme durch die SBB per 27. März 2020               |
| RABDe 502 019 |                             |                        | UIC 94 85 0 502 019-8 CH-SBB | Übernahme durch die SBB per 21. Juli 2020               |
| RABDe 502 020 |                             |                        | UIC 94 85 0 502 020-6 CH-SBB | Übernahme durch die SBB per 22. Juli 2021               |
| RABDe 502 021 |                             |                        | UIC 94 85 0 502 021-4 CH-SBB | Übernahme durch die SBB per 27. August 2021             |
| RABDe 502 022 |                             |                        | UIC 94 85 0 502 022-2 CH-SBB | Übernahme durch die SBB per 15. Februar 2022            |
| RABDe 502 023 |                             |                        | UIC 94 85 0 502 023-0 CH-SBB | Übernahme durch die SBB per 3. Juni 2022                |

### RABe 502, Version IR 200 – RABe 502 201–230
Der RABe 502 210 hat als erster FVD bis Anfang Oktober 2022 1 Mio. km zurückgelegt. Er ist zur Überwachung der Stromabnehmer und Schleifstücke seit längerem mit Kamera und Beleuchtung auf dem Dach ausgerüstet.
| RABe 502 201 |                       |                       | UIC 94 85 0 502 201-2 CH-SBB | Übernahme durch die SBB per 19. Dezember 2019                                                           |
| RABe 502 202 |                       |                       | UIC 94 85 0 502 202-0 CH-SBB | Übernahme durch die SBB per 14. Oktober 2021                                                            |
| RABe 502 203 |                       |                       | UIC 94 85 0 502 203-8 CH-SBB | Übernahme durch die SBB per 20. Juli 2022                                                               |
| RABe 502 204 |                       |                       | UIC 94 85 0 502 204-6 CH-SBB | am 8. Juni 2015 bei Bombardier in Villeneuve (VD) vorgestellt Übernahme durch die SBB per 23. März 2021 |
| RABe 502 205 | Fribourg/Freiburg     | Taufname RABe 502 205 | UIC 94 85 0 502 205-3 CH-SBB | Übernahme durch die SBB per 27. Dezember 2017                                                           |
| RABe 502 206 |                       |                       | UIC 94 85 0 502 206-1 CH-SBB | Übernahme durch die SBB per 18. Oktober 2019                                                            |
| RABe 502 207 | Stadt Bern            | Taufname RABe 502 207 | UIC 94 85 0 502 207-9 CH-SBB | Übernahme durch die SBB per 27. Dezember 2017                                                           |
| RABe 502 208 | Serviceanlage Herdern | Taufname RABe 502 208 | UIC 94 85 0 502 208-7 CH-SBB | Übernahme durch die SBB per 28. Oktober 2020                                                            |
| RABe 502 209 |                       |                       | UIC 94 85 0 502 209-5 CH-SBB | Übernahme durch die SBB per 18. September 2018                                                          |
| RABe 502 210 |                       |                       | UIC 94 85 0 502 210-3 CH-SBB | Übernahme durch die SBB per 18. Juli 2019                                                               |
| RABe 502 211 | Liestal               | Taufname RABe 502 211 | UIC 94 85 0 502 211-1 CH-SBB | Seit Juli 2018 im gelenkten Einsatz mit Fahrgästen Übernahme durch die SBB per 20. Juli 2018            |
| RABe 502 212 |                       |                       | UIC 94 85 0 502 212-9 CH-SBB | Übernahme durch die SBB per 18. September 2018                                                          |
| RABe 502 213 |                       |                       | UIC 94 85 0 502 213-7 CH-SBB | Übernahme durch die SBB per 22. Mai 2019                                                                |
| RABe 502 214 |                       |                       | UIC 94 85 0 502 214-5 CH-SBB | Übernahme durch die SBB per 29. Mai 2019                                                                |
| RABe 502 215 |                       |                       | UIC 94 85 0 502 215-2 CH-SBB | Übernahme durch die SBB per 20. Mai 2019                                                                |
| RABe 502 216 |                       |                       | UIC 94 85 0 502 216-0 CH-SBB | Übernahme durch die SBB per 19. März 2020                                                               |
| RABe 502 217 |                       |                       | UIC 94 85 0 502 217-8 CH-SBB | Übernahme durch die SBB per 31. Januar 2020                                                             |
| RABe 502 218 |                       |                       | UIC 94 85 0 502 218-6 CH-SBB | Übernahme durch die SBB per 19. März 2020                                                               |
| RABe 502 219 |                       |                       | UIC 94 85 0 502 219-4 CH-SBB | Übernahme durch die SBB per 29. Mai 2020                                                                |
| RABe 502 220 |                       |                       | UIC 94 85 0 502 220-2 CH-SBB | Übernahme durch die SBB per 21. Juli 2020                                                               |
| RABe 502 221 |                       |                       | UIC 94 85 0 502 221-0 CH-SBB | Übernahme durch die SBB per 15. September 2020                                                          |
| RABe 502 222 |                       |                       | UIC 94 85 0 502 222-8 CH-SBB | Übernahme durch die SBB per 11. Dezember 2020                                                           |
| RABe 502 223 |                       |                       | UIC 94 85 0 502 223-6 CH-SBB | Übernahme durch die SBB per 25. Februar 2021                                                            |
| RABe 502 224 |                       |                       | UIC 94 85 0 502 224-4 CH-SBB | Übernahme durch die SBB per 20. Mai 2021                                                                |
| RABe 502 225 |                       |                       | UIC 94 85 0 502 225-1 CH-SBB | Übernahme durch die SBB per 13. September 2021                                                          |
| RABe 502 226 |                       |                       | UIC 94 85 0 502 226-9 CH-SBB | Übernahme durch die SBB per 17. November 2021                                                           |
| RABe 502 227 |                       |                       | UIC 94 85 0 502 227-7 CH-SBB | Übernahme durch die SBB per 14. Dezember 2021                                                           |
| RABe 502 228 |                       |                       | UIC 94 85 0 502 228-5 CH-SBB | Übernahme durch die SBB per 22. Juli 2022                                                               |
| RABe 502 229 |                       |                       | UIC 94 85 0 502 229-3 CH-SBB | Übernahme durch die SBB per 29. April 2022                                                              |
| RABe 502 230 |                       |                       | UIC 94 85 0 502 230-1 CH-SBB | Übernahme durch die SBB per 9. Mai 2022                                                                 |

### RABe 502, Version IR 100 – RABe 502 401–409

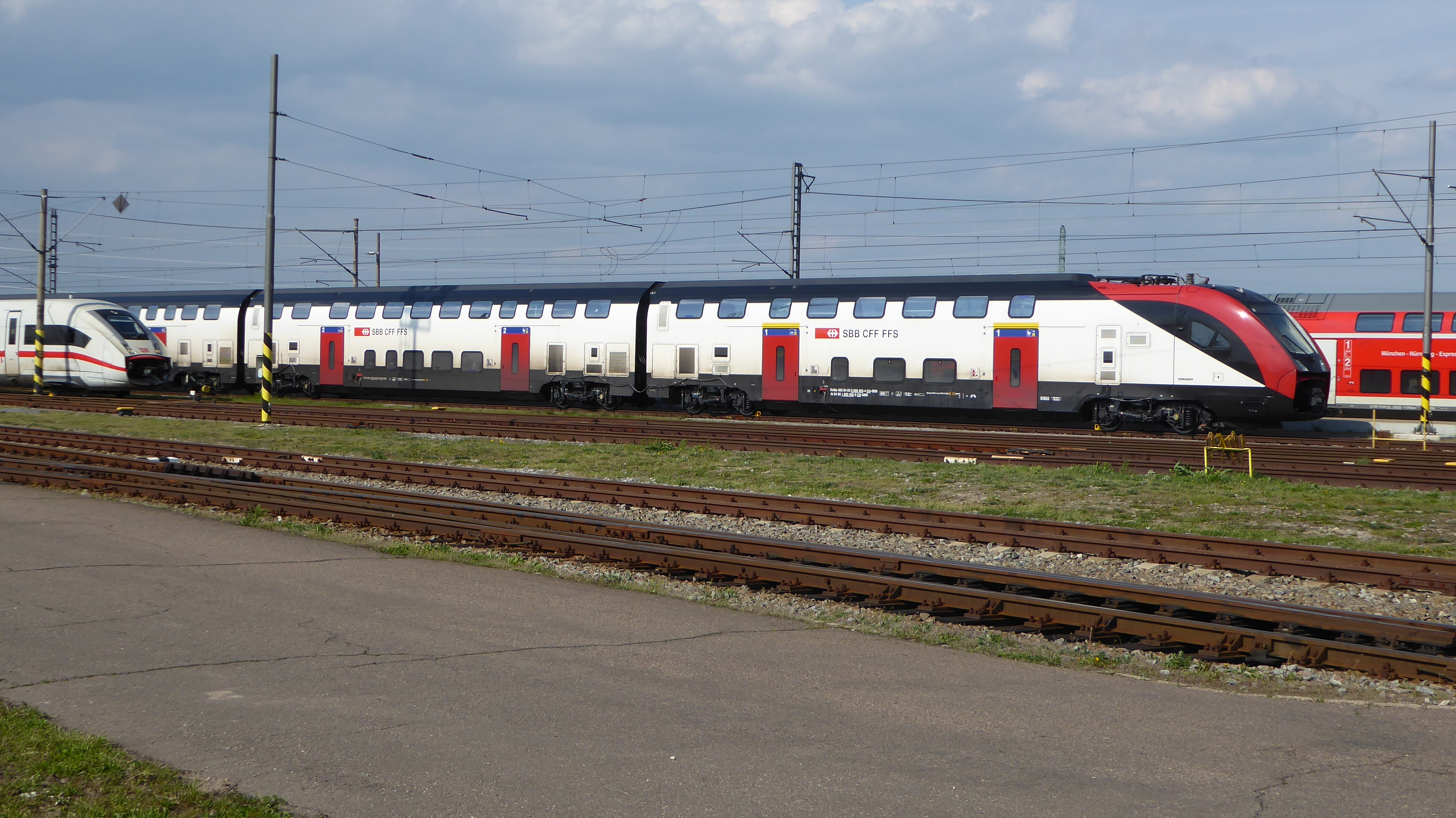
Ein RABe 502 400 auf dem Eisenbahnversuchsring Velim (Tschechien)

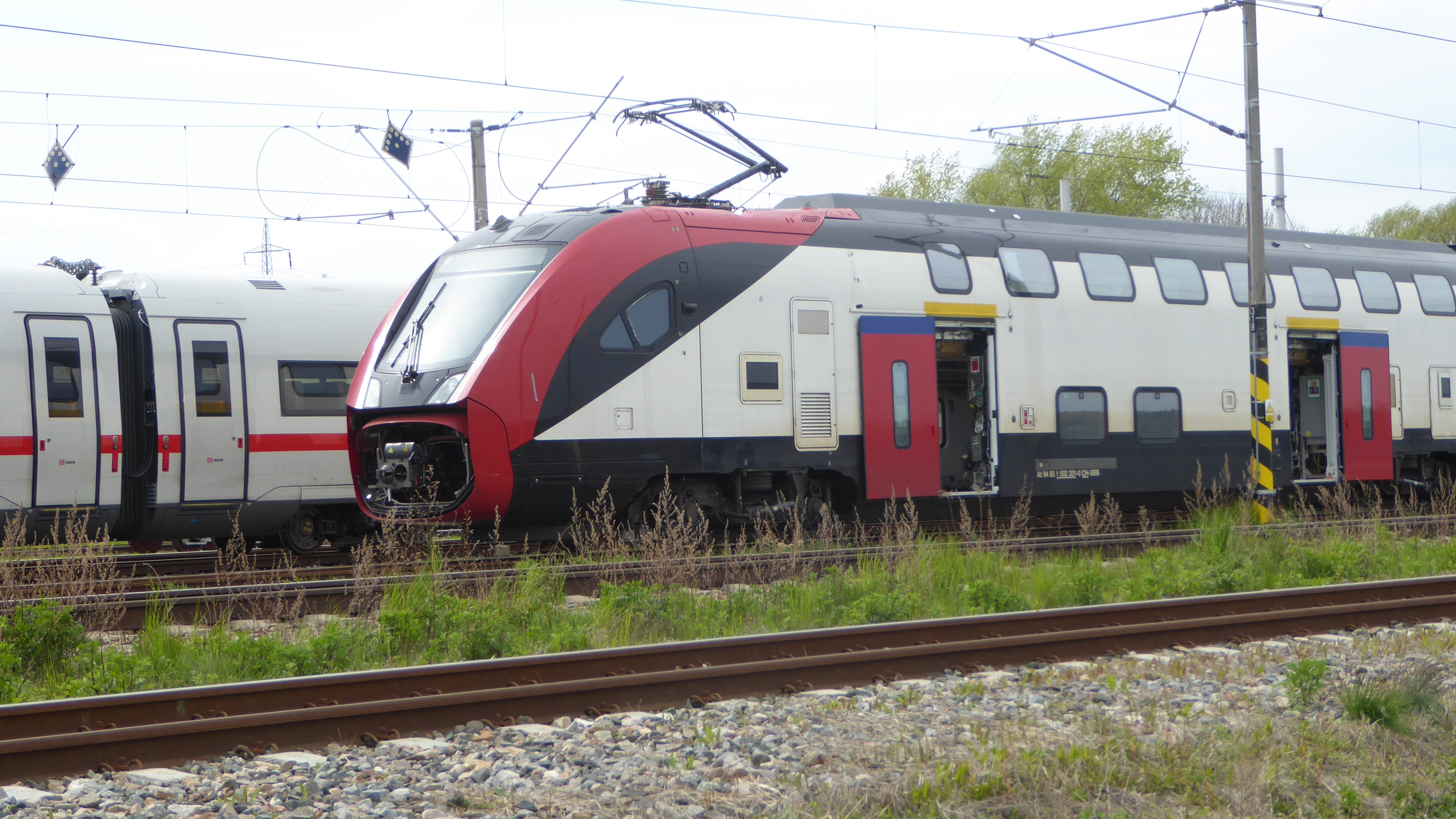
RABe 502 201 in Velim

| RABe 502 401 |             |                       | UIC 94 85 0 502 401-8-CH-SBB | Übernahme durch die SBB per 8. Juli 2021      |
| RABe 502 402 | Biel/Bienne | Taufname RABe 502 402 | UIC 94 85 0 502 402-6-CH-SBB | Übernahme durch die SBB per 27. Dezember 2017 |
| RABe 502 403 |             |                       | UIC 94 85 0 502 403-4-CH-SBB | Übernahme durch die SBB per 4. Juni 2019      |
| RABe 502 404 | Brig-Glis   | Taufname RABe 502 404 | UIC 94 85 0 502 404-2-CH-SBB | Übernahme durch die SBB per 15. November 2018 |
| RABe 502 405 | Rorschach   | Taufname RABe 502 405 | UIC 94 85 0 502 405-9 CH-SBB | Übernahme durch die SBB per 27. Dezember 2017 |
| RABe 502 406 |             |                       | UIC 94 85 0 502 406-7 CH-SBB | Übernahme durch die SBB per 29. Mai 2020      |
| RABe 502 407 |             |                       | UIC 94 85 0 502 407-5 CH-SBB | Übernahme durch die SBB per 14. Oktober 2021  |
| RABe 502 408 |             |                       | UIC 94 85 0 502 408-3 CH-SBB | Übernahme durch die SBB per 26. November 2021 |
| RABe 502 409 |             |                       | UIC 94 85 0 502 409-1 CH-SBB | Übernahme durch die SBB per 15. Mai 2022      |